# Cehnice
Cehnice (en allemand : Zechnitz, auparavant : Zehnitz) est une commune du district de Strakonice, dans la région de Bohême-du-Sud, en République tchèque. Sa population s'élevait à 495 habitants en 2020.

## Géographie
Cehnice se trouve à 11 km au sud-est de Strakonice, à 43 km au nord-ouest de České Budějovice et à 101 km au sud-sud-ouest de Prague.
La commune est limitée par Čejetice au nord et au nord-est, par Drahonice au sud-est, par Bílsko et Radějovice au sud, et par Paračov, Třešovice et Jinín à l'ouest.

## Histoire
La première mention écrite de la localité date de 1342.

## Administration
La commune se compose de deux quartiers :
- Cehnice
- Dunovice